# 新井啓文
新井 啓文（あらい けいぶん、1979年7月20日 - ）は、日本の競技麻雀団体・最高位戦日本プロ麻雀協会に所属するプロ雀士である。本名は新井 啓文（あらい ひろふみ）。埼玉県熊谷市出身。
打点を重視した雀風で、所属団体では第38期の最高位を戴冠している。

## 経歴
埼玉県立熊谷高等学校を経て、青山学院大学卒業。
2001年に最高位戦日本プロ麻雀協会の第26期後期会員として入会し、プロ雀士となった。その翌年に開催された第10期の發王戦では準優勝の成績を残す。そこからしばらく結果を残すことが出来ずにいたが、最高位戦リーグでは2008年にB1リーグへ昇級、2012年には自身初めてとなる最上位のAリーグへの昇級を決める。2013年の最高位戦リーグではAリーグ1位のポイントで最高位決定戦に進出し、攻撃的な麻雀で第38期最高位を戴冠した:5。最高位の肩書きを背負って出場した麻雀最強戦2013ファイナルでは予選B卓で破れ、決勝卓には勝ち進めなかった。各麻雀プロ団体のタイトルホルダーが卓を囲む四神降臨 2014 王座決定戦にも出場するが、RMU所属の河野高志に敗北している。
2014年2月16日に開催された麻雀最強戦2014の「桜井章一×森山茂和解説特別プロ予選」:3では予選B卓に出場し、決勝まで勝ち上がるもファイナル出場を逃している:5。また、2014年には自団体の第39期最高位決定戦で村上淳に最高位の座を譲る結果となり、同年日本プロ麻雀協会主催のタイトル戦・第12回日本オープンでは準決勝に勝ち進むが決勝には残れなかった。新井はその翌年の第13回日本オープンでも準決勝止まりとなった。そのほか、2014年から2015年にかけては麻雀プロリーグである第15回モンド杯に初出場を果たしているが、予選最下位で敗退している。
2017年には毎年1月から8月までに毎月行われている、日刊スポーツ杯 スリアロチャンピオンシップの6月度大会において決勝に進出するも優勝をつかむことはできなかった。2019年には第14期最高位戦Classicの決勝を戦う5人に残り、最終的には3位の成績で終わっている。2020年4月5日に開催された麻雀最強戦2020 男子プロ代表決定戦「プロ雀士ランキングベスト16大会」では、最高位戦所属の嶋村俊幸が急遽出場を辞退したことで新井が繰り上げで参加することとなったが、予選C卓をトップで通過し、決勝では古橋崇志の猛追を退けての優勝、2013年以来7年振りのファイナル行きを決めた。12月中旬に実施された最強戦ファイナルでは、新井は1st Stage B卓を2位、2nd Stage B卓を1位で勝ち抜くも、決勝卓では同卓した多井隆晴が最強位の座を手にし2位に終わった。2021年の麻雀最強戦でもプロ代表決定戦「因縁の血闘」にて出場機会を得たが、決勝卓で井出洋介に敗れている。
2023年、2023-24シーズンからMリーグに参入するBEAST Japanextの「ドラフト会議指名オーディション」に応募し、選考会に出場する8名に選ばれる。予選A組では浅井堂岐・内田みこ・竹内元太を相手に3-1-2-2の71.3ポイントで唯一のプラスとなり、ファイナルにストレートインを果たす。ファイナルでは予選B組からファイナルにストレートインした菅原千瑛、セミファイナルを勝ち上がった浅井・内田と対戦し、3回戦終了時点で+60.1ポイントで首位に立つが、4回戦で菅原にリードを許し、南3局終了時点で菅原と1.1ポイント差で迎えた菅原の親のオーラス、聴牌・ノーテンでも逆転できる状況で3局続けて2人聴牌で差を詰められず、3本場で菅原に親の満貫を自摸られてリードを広げられ、4本場で跳満を自摸るも裏ドラが載らずに逆転条件の倍満自摸には届かず、最終的にトータルで菅原にわずか0.7ポイント及ばず、オーディションは総合2着で終了となり、BEAST Japanextの指名権獲得には至らなかった。
2025年、BEAST Xの主催する「メンバー入替オーディション」とEX風林火山の主催する「ドラフト会議指名選手オーディション」にダブルエントリー。EX風林火山オーディションでは健闘虚しく準決勝8位、BEAST Xオーディションでは決勝に残るも3位という結果に終わった。

## 雀風・人物
麻雀に関しては打点に重きを置いたスタイルで、粘りのある麻雀を打つと第15回モンド杯時のインタビューで話しており、鳴き仕掛けを好まない。得意とする手役は七対子:5。雀士としてのキャッチフレーズは「ゴキゲンな一発屋」としており、麻雀のニュースサイト「麻雀ウォッチ」でも明るい性格と評されている。2023年6月時点で、所属団体の最高位戦リーグではA1リーグに所属している。
新井は麻雀プロの傍ら、麻雀教室の講師を務めている。趣味には将棋や人狼ゲーム、カラオケを挙げており、棋士とのテレビ対局を行った経験もあるほか、人狼関連のイベントやインターネット配信番組に出演するなどの活動も行っている。
本名である「ひろふみ」ではなく、「けいぶん」で活動している理由として、子供の頃より読みやすくシンプルな名前に憧れていたからと自身のYoutubeチャンネル、じゃんぷろ５-麻雀漫遊記-にて説明している。

## 獲得タイトル・主な実績
- 最高位 1期（第38期[2][3]）
- 麻雀最強戦2020 男子プロ代表決定戦「プロ雀士ランキングベスト16大会」 優勝[22]・ファイナル決勝卓 2位[26]